# Toyota Celica GT Rally
Toyota Celica GT Rally (a veces abreviado como GT Rally) es un videojuego de carreras de computadora desarrollado y publicado por Gremlin Graphics Software (más tarde Gremlin Interactive) lanzado para Amiga, Amstrad CPC y ZX Spectrum. El juego consta de tres competiciones de carreras en tantos países; Inglaterra, México y Finlandia. Las principales diferencias son las condiciones climáticas. Por ejemplo, las carreras en Finlandia ponen al jugador contra fuertes nevadas y carreteras heladas, mientras que las carreras mexicanas incluyen visibilidad limitada debido a tormentas de arena.

## Jugabilidad
El juego consiste en competir en tres carreras diferentes en tantos países; Inglaterra, México y Finlandia. Cada carrera se divide en diez secciones diferentes, con el principal objetivo de llegar a la meta en el menor tiempo posible. Pueden competir hasta cuatro jugadores, pero solo uno a la vez.
Toyota Celica GT Rally emplea una  vista en primera persona; el recorrido se ve a través del parabrisas, que se ve afectado por el clima (lluvia, nieve, etc.). Las condiciones meteorológicas también son las principales diferencias entre las carreras.
- Las carreras inglesas se caracterizan por lluvias ocasionales que afectan la visibilidad mientras la carretera se vuelve mojada y resbaladiza.
- Las carreras mexicanas cuentan con tormentas de arena, lo que afecta en gran medida la visibilidad.
- Las carreras finlandesas presentan fuertes nevadas y hielo, lo que afecta en gran medida tanto la visibilidad como la carretera.

Los preparativos antes de la carrera incluyen elegir entre manual/automática, preparar al copiloto y practicar un recorrido.

## Recepción
El "Toyota Celica GT Rally" recibió críticas mixtas a positivas. Se elogiaron los gráficos, el realismo y el sonido, mientras que las críticas se centraron principalmente en la función del copiloto, los controles y las penalizaciones de tiempo. El crítico de  Amiga Format , Sean Masterson, le dio al juego una puntuación del 70%, elogiando el sonido atmosférico y describiendo el juego como "un simulador de rally razonable, pero lejos de ser perfecto". Sin embargo, criticó la sincronización de las llamadas del copiloto y el "cronometraje excesivamente severo". Daniel Whitehead de Amiga Computing fue menos positivo, dando una puntuación del 39%. Whitehead criticó los controles y escribió "En mi humilde opinión, GT Rally es una mierda terminal". Una de las críticas más positivas provino de Richard Leadbetter de Computer and Video Games, quien le dio al juego una puntuación del 87%. Leadbetter elogió mucho los gráficos y el sonido, escribiendo "La mezcla de polígono 3D y sprites es efectiva y el sonido es brillante".